# Svinec
Svinec je vrchol na severovýchodě České republiky, v Moravskoslezském kraji, nedaleko města Nový Jičín dosahující nadmořské výšky 547  metrů nad mořem. Dne 6. ledna 1995 byl vyhlášen za přírodní rezervaci. Severní svahy jsou porostlé lesem, zatímco vrcholová partie a jižní svahy jsou bezlesé, pokryté loukami s pásy křovin. Na kopci se nachází skiareál se sjezdovkou dlouhou 470 metrů a s převýšením 120 metrů.

## Geografie
Vrchol Svinec spadá do Štramberské vrchoviny, která je součástí Západních Karpat.

## Rostlinstvo
Území je cenné zejména kvůli rostlinným společenstvům druhově bohatých luk a pastvin. Roste zde několik druhů orchidejí - vstavač bledý (Orchis pallens) a vstavač mužský (Orchis mascula), dále hořec křížatý (Gentiana cruciata), hořec brvitý (Gentianopsis ciliata), chrpa čekánek (Centaurea scabiosa), Rozrazil ožankovitý (Veronica teucrium), modřenec chocholatý (Muscari comosum), prvosenka jarní (Primula veris) a další druhy. V lese na severním svahu pak roste například česnek medvědí (Allium ursinum), zapalice žluťuchovitá (Isopyrum thalictroides) nebo bažanka vytrvalá (Mercurialis perennis).